# Chthonerpeton braestrupi
Espèce
Statut de conservation UICN

 DD  : Données insuffisantes
Chthonerpeton braestrupi est une espèce de gymnophiones de la famille des Typhlonectidae.

## Répartition
La distribution de cette espèce n'est connue que par sa localité type : le Brésil sans précision de site.

## Étymologie
Cette espèce est nommée en l'honneur de Frits Wimpffen Braestrup (1906–1999).

## Publication originale
- Taylor, 1968 : The Caecilians of the World: A Taxonomic Review. Lawrence, University of Kansas Press.